# طور عبدین

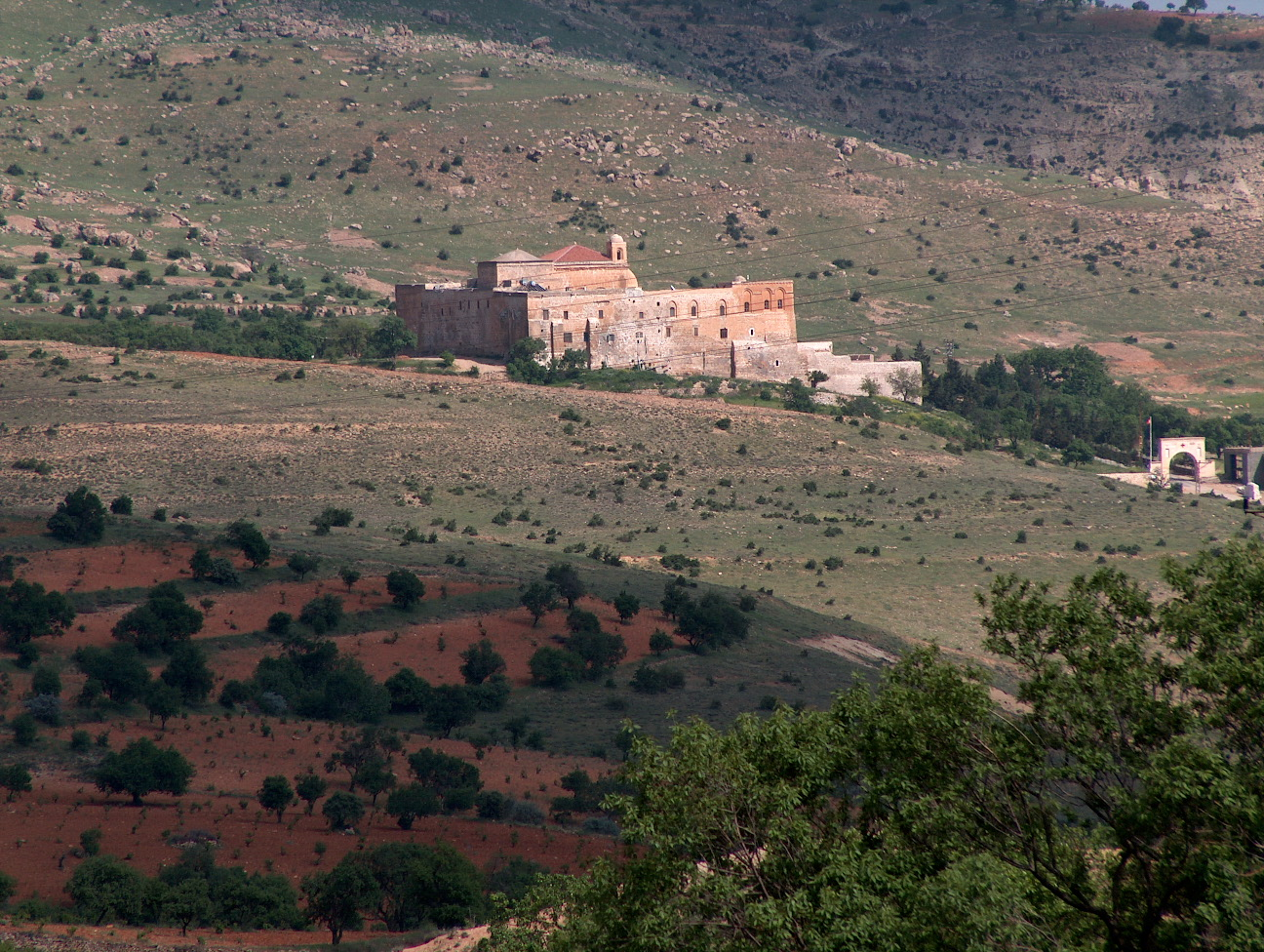
دیر زعفران در طور عبدین.

طور عَبدین یا طور عابدین (سریانی: ܛܘܪ ܥܒܕܝܢ) منطقه‌ای است کوهستانی در جنوب خاوری ترکیه که از دیدگاه فرهنگی و مذهبی برای مسیحیان ارتدکس سریانی یا همان آشوریان اهمیت زیادی دارد. طور عبدین نیمهٔ شرقی استان ماردین و بخش غرب دجله در استان شرناق را دربرمی‌گیرد و از جنوب به مرز سوریه می‌رسد.
امروزه بخش اعظم جمعیت طور عبدین مسلمان هستند و به زبان کردی کرمانجی یا عربی با لهجهٔ مْحَلَّمِی سخن می‌گویند. نام طور عبدین (طور عابدین هم نوشته شده) به معنای «کوه پرستندگان (خدا)» است. مردم طور عبدین خود را «سورویو» (آشوری یا آسوری) و زبان بومی این منطقه که گویشی از زبان سریانی است را طورویو (گویش طوری) می‌نامند.
بخشی از جمعیت منطقه که محلمی نامیده می‌شود سریانی‌های مسیحی بودند که مسلمان شده و زبانشان به عربی تبدیل شده اما هم‌چنان رسم و آیین‌های مسیحی سریانی را حفظ کرده‌اند.
طور عبدین کانون فرهنگی مسیحیان آشوری سریانی  بوده و صومعهٔ آن از دیرهای مهم مونوفیزیتی واقع در شمال رودخانهٔ فرات بود و از قدیمی‌ترین دیرهای میان‌رودان به شمار می‌آمد. مهم‌ترین دیر طور عبدین دیر زعفران نام دارد.
در لغتنامهٔ دهخدا ذیل مدخل طور عبدین آمده‌است: «شهرکی است از اعمال نصیبین به کمرهٔ کوهی مشرف بر آن و متصل بکوه جودی و آن قصبهٔ (مرکز) شهری است بدانجای.» در نزهة القلوب (ص ۲۲۶) نیز آمده‌است: «آب هرماس چشمه‌ای است بحدود نصیبین از طور عبدین برمی‌خیزد و مقدار دو آسیا آب می‌دهد.»